# Cissa (gènere)
Cissa és un gènere d'ocells de la família dels còrvids (Corvidae) que inclou espècies que es distribueixen per Àsia, especialment pels boscos tropicals i subtropicals del sud-est asiàtic.

## Taxonomia
El gènere va ser introduït pel zoòleg alemany Friedrich Boie el 1826 amb la garsa verda comuna (Cissa chinensis) com a espècie tipus. El nom Cissa prové del grec antic «kissa» que significa “garsa”.
Segons la Classificació del Congrés Ornitològic Internacional (versió 14.2, 2024) aquest gènere està format per 4 espècies:
- garsa verda comuna (Cissa chinensis)
- garsa verda ventregroga (Cissa hypoleuca)
- garsa verda de Java (Cissa thalassina)
- garsa verda de Borneo (Cissa jefferyi)